# Campidoglio (Montgomery)
Il Campidoglio di Montgomery, o Campidoglio dello Stato dell'Alabama, (in inglese Alabama State Capitol) conosciuto anche come First Confederate Capitol, è la sede esecutiva o legislativa dell'omonimo stato statunitense. Fu costruito nel 1851 nella capitale Montgomery ed è National Historic Landmark. L'edificio è in stile neoclassico e presenta una cupola, decorata all'interno con delle pitture ritraenti alcuni avvenimenti della storia dell'Alabama.

## Storia

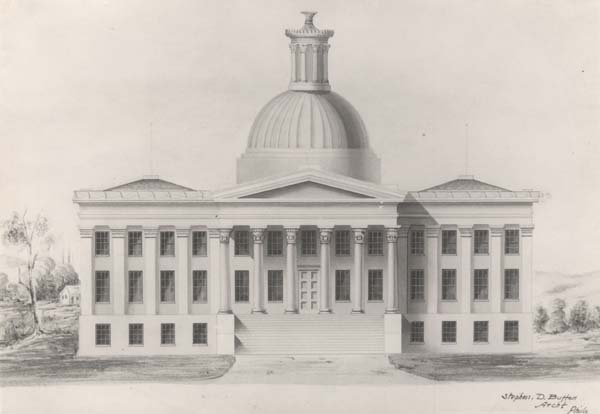
Il primo edificio del Campidoglio di Montgomery, distrutto da un incendio nel 1849.

Il primo Campidoglio fu costruito a Montgomery nel 1847 e distrutto da un incendio nel 1849. L'attuale Campidoglio fu costruito sulle fondamenta di quello vecchio e fu completato nel 1851. L'edificio crebbe nel tempo, nel 1885 fu aggiunta un'ala est, un'ala sud nel 1906 e un'ala nord equivalente nel 1912. Accompagnando una completa ristrutturazione dell'edificio, nel 1992 è stato costruito un moderno ampliamento sul retro.
L'edificio ha ospitato la legislatura dell'Alabama fino al 1985, quando si è trasferito nell'Alabama State House, precedentemente sede del Dipartimento di Stato delle Autostrade). Ufficialmente, questa mossa è stata solo "temporanea", poiché la costituzione dell'Alabama richiede che il legislatore si riunisca al Campidoglio. Nel 1984 fu approvato un emendamento costituzionale per autorizzare il legislatore a sedersi in un altro edificio se il Campidoglio doveva essere ristrutturato. La ristrutturazione è iniziata nel 1985 ed è stata completata nel 1992 e, dalla riapertura, il Governatore dell'Alabama e molti altri uffici statali si sono trasferiti, ma il legislatore è rimasto nella State House e non ha intenzione di tornare al Campidoglio.
Le parti aperte al pubblico per la visita sono l'androne con le due scale a sbalzo opposte, l'antico ufficio del governatore, l'antica sala della Suprema Corte di Stato e l'antica biblioteca della Suprema Corte, la Rotonda, l'ex Camera dei Rappresentanti e l'ex Camera del Senato. Se si dovesse tenere una convenzione per modificare la costituzione dello stato, la vecchia Camera dei Rappresentanti dovrebbe teoricamente accogliere i membri di quella convenzione.
Nel 1861, l'edificio fungeva da Campidoglio degli Stati Confederati d'America. Una stella di ottone a sei punte, intarsiata sul gradino più alto del portico, segna il punto esatto - a destra della porta, tra le colonne centrali - in cui si trovava Jefferson Davis il 18 febbraio 1861, quando prestò giuramento come primo (e unico) Presidente degli Stati Confederati d'America.
Il Campidoglio è stato classificato come monumento storico nazionale nel 1960. L'edificio e l'area circostante sono mantenuti dalla Commissione storica dell'Alabama. Un isolato a ovest c'è un altro punto di riferimento, la chiesa battista di Dexter Avenue, dove Martin Luther King organizzò azioni per il movimento per i diritti civili negli anni '50 e '60 in opposizione alla politica del governo dell'Alabama.
Nel 1961, il governatore George Wallace issò la bandiera della battaglia confederata sul Campidoglio per celebrare il centenario della guerra civile, e ancora nel 1963 come simbolo di sfida al governo federale e alle sue politiche di anti-segregazione. Questa bandiera è stata ritirata nel 1993, un giudice dell'Alabama ha sostenuto che una legge statale del 1895 consentiva solo alla bandiera nazionale o alla bandiera dell'Alabama di sventolare sul Campidoglio.

## L'edificio

### Esterno
Il nucleo originario dell'edificio, risalente al 1850-1851, così come le successive aggiunte del 1885, 1906, 1912 e l'ampio progetto di ristrutturazione del 1985-1992, è essenzialmente in stile neogreco. Il nucleo originario a tre piani, risalente al 1850-1851, presenta campate delimitate da pilastri dorici e un monumentale portico esastilo a tre piani che utilizza l'ordine composito. Il nucleo originario dell'edificio misura 46 x 21 m, con un'ala centrale posteriore originale per la magistratura che misura 12 x 15 m. Il primo ampliamento sul retro aggiunse altri 21 x 15 m. Ogni ala laterale misura 30 x 28 m.
Le aggiunte iniziarono con un'estensione dell'ala est/posteriore sulla facciata posteriore dell'edificio (East Front) nel 1885. Poi, nel 1906, fu aggiunta un'ala sud con influenze stilistiche Beaux-Arts più elaborate (Classical Revival). Un'ala nord esternamente identica sul lato opposto fu completata sei anni dopo, nel 1912. Queste due ali laterali corrispondenti furono progettate dall'architetto di Montgomery Frank Lockwood, in consultazione con Charles Follen McKim del famoso studio di architettura McKim, Mead & White di New York City. Le ali laterali nord e sud simmetriche con camere legislative più recenti e ingrandite per le due camere del Senato dell'Alabama e della Camera dei rappresentanti dell'Alabama nell'organismo bicamerale della Legislatura dello Stato dell'Alabama. Ogni ala fu unita alla struttura del 1851 con una stretta struttura di collegamento a trattino. Ogni trattino presenta un portico incassato a due piani in stile greco ionico sulla facciata ovest.

### Interno
Entrando al piano terra del Campidoglio, si accede all'atrio principale. Qui si trovano le scale a sbalzo che salgono a spirale fino al terzo piano. Le due scale a chiocciola a sbalzo sono tra le più belle caratteristiche architettoniche originali dell'edificio. Furono progettate e costruite dall'architetto Horace King, un ex schiavo liberato nel 1846. Grazie alla sua fama in Alabama e negli stati limitrofi come costruttore di ponti, la legislatura dell'Alabama approvò una legge speciale che lo esentò dalle leggi statali sulla manomissione, che normalmente imponevano a tutti gli schiavi liberati di lasciare lo stato entro un anno dall'ottenimento della libertà. Durante il periodo della Ricostruzione postbellica, fu in seguito eletto e ricoprì due mandati alla Camera dei Rappresentanti dell'Alabama, nell'edificio che aveva contribuito a progettare e costruire due decenni prima.
Immediatamente a est dell'atrio si trova il piano terra della rotonda. Il piano terra della rotonda, non fisicamente accessibile dai piani superiori, ospita la scultura commemorativa Lurleen Burns Wallace (1968) di F. R. Schoenfeld. Wallace fu la prima governatrice donna dell'Alabama e morì durante il suo mandato nel 1968. Da lì, i corridoi che conducono agli uffici si diramano verso le ali nord e sud. La sala principale successiva al piano terra è l'antica aula della Corte Suprema, parte della pianta originale del Campidoglio.
L'interno del Campidoglio è incentrato sulla rotonda assiale, sormontata da una grande cupola. La rotonda è aperta dal secondo piano e attraverso il terzo piano fino alla sommità della cupola. L'interno della cupola è decorato con otto murales dipinti da Roderick MacKenzie, un artista scozzese trasferitosi dalle Isole Britanniche/Regno Unito al Sud America e in Alabama. I murales illustrano l'interpretazione artistica di MacKenzie della storia dell'Alabama attraverso la lettura e l'apprendimento. Furono eseguiti su tela, dipinti dal 1926 al 1930 nel suo studio di Mobile e poi spediti a Montgomery in treno per l'installazione nel luglio del 1930.